# Кистенли-Ивановка
Кистенли-Ивановка (баш. Киҫтәнле-Ивановка) — село в Бижбулякском районе Республики Башкортостан Российской Федерации. Входит в состав Михайловского сельсовета. Проживают чуваши.
С рассказа Романова Афанасия Ивановича. Деревня Кистенли- Ивановка образовалась в далёком 1747 году. Основатели деревни были свояками. По рассказам - Филипп Тутьяров купил землю у Тураевского богатого башкира и переехал из Ульяновской области (тогда эта область называлась Симбирской губернией). Филипп Тутьяров переехал на восьми подводах, запряженных хорошими лошадьми. Он видимо перевёз всё необходимое на первое время. У Филиппа было четверо сыновей. Старшего звали Иваном. Отец сам был в преклонном возрасте и поэтому землю оформил на имя Ивана Филипповича Тутьярова.
Тогда межевых столбов не было. Границы землепользования устанавливались и ориентировались руслами рек, горными хребтами и т. д. Люди были неграмотными и не знали, сколько гектаров земли у них было. А участки были немалые. Кистенли-Ивановская земля граничила с Кистенли-Богдановской по реке Чатра, Херле ту. За Канарейкой - Поляк тюпи, холма за Шуром, дальше по реке Менеуз, до нынешней Менеуз-Москвы.

## География

### Географическое положение
Расстояние до:
- районного центра (Бижбуляк): 26 км,
- центра сельсовета (Михайловка): 17 км,
- ближайшей ж/д станции (Приютово): 22 км.

## Население
| 2002 | 2009 | 2010 |
| ---- | ---- | ---- |
| 350  | ↘318 | ↘290 |

Национальный состав
Согласно переписи 2002 года, преобладающая национальность — чуваши (96 %).